# Diagonalisation
Ne doit pas être confondu avec argument diagonal.
En mathématiques, la diagonalisation est un procédé d'algèbre linéaire qui permet de simplifier la description de certains endomorphismes d'un espace vectoriel, en particulier de certaines matrices carrées. Elle consiste à rechercher et expliciter une base de l'espace vectoriel constituée de vecteurs propres, lorsqu'il en existe une. En dimension finie, la diagonalisation revient en effet à décrire cet endomorphisme à l'aide d'une matrice diagonale.
Ce procédé se ramène donc à une réduction maximale de l'endomorphisme, c'est-à-dire à une décomposition de l'espace vectoriel en une somme directe de droites vectorielles stables par l'endomorphisme. Sur chacune de ces droites, l'endomorphisme se réduit à une homothétie. La diagonalisation d'un endomorphisme permet un calcul rapide et simple de ses puissances et de son exponentielle, ce qui permet d'exprimer numériquement certains systèmes dynamiques linéaires, obtenus par itération ou par des équations différentielles.

## Méthode
- La diagonalisation d'une matrice M demande le plus souvent de déterminer ses valeurs propres et les sous-espaces propres associés ; pour ce faire, il est en général utile de commencer par calculer le polynôme caractéristique de la matrice :
Pour {\displaystyle M\in M_{n}(K)}, le polynôme caractéristique est {\displaystyle \chi _{M}(X)={\rm {det}}(XI_{n}-M)}, où {\displaystyle X} est l'indéterminée et In est la matrice identité de {\displaystyle M_{n}(K)}.
Les valeurs propres λi sont les racines de {\displaystyle \chi _{M}}, il y a donc au plus n valeurs propres de multiplicité mi.
On détermine ensuite, pour chaque valeur propre, le sous-espace propre qui lui est associé :{\displaystyle E_{\lambda _{i}}={\rm {Ker}}(M-\lambda _{i}I_{n}).}La matrice n'est diagonalisable que si la dimension de chaque sous-espace propre Eλi est égale à la multiplicité mi de la valeur propre λi, ce qui signifie que pour chaque {\textstyle E_{\lambda _{i}}} on a une base de mi vecteurs propres que l'on note Xi,j, 1 ≤ j ≤ mi.
 Alors il existe une matrice inversible U telle que U−1MU soit égale à une matrice diagonale D  (semblable à M par définition) dont les coefficients diagonaux sont les λi répétés mi fois et U est la matrice dont les colonnes sont les vecteurs Xi,j (l'ordre n'a pas d'importance, mais si on a le vecteur Xi,j sur la k-ième colonne de U, alors on a la valeur propre λi sur la k-ième colonne de D).
- Un endomorphisme u qui n'a qu'un nombre fini de valeurs propres (ce qui est toujours le cas en dimension finie) est diagonalisable si et seulement s'il est annulé par un polynôme scindé et à racines simples. De plus, les projecteurs sur les sous-espaces propres s'expriment alors comme des polynômes en u (voir Lemme des noyaux).

## Exemples

### Premier exemple
On considère la matrice :
{\displaystyle A={\begin{pmatrix}1&2&0\\0&3&0\\2&-4&2\end{pmatrix}}.}
Cette matrice admet comme valeurs propres :
{\displaystyle \lambda _{1}=3,\quad \lambda _{2}=2,\quad \lambda _{3}=1.}
Ainsi A qui est de taille 3, a 3 valeurs propres distinctes, donc est diagonalisable.
Si on veut diagonaliser A, il faut déterminer les vecteurs propres correspondants.
Il y a par exemple :
{\displaystyle v_{1}={\begin{pmatrix}1\\1\\-2\end{pmatrix}},\quad v_{2}={\begin{pmatrix}0\\0\\1\end{pmatrix}},\quad v_{3}={\begin{pmatrix}1\\0\\-2\end{pmatrix}}.}
On vérifie facilement que {\displaystyle Av_{k}=\lambda _{k}v_{k}}.
Maintenant soit P la matrice ayant ces vecteurs propres comme colonnes :
{\displaystyle P={\begin{pmatrix}1&0&1\\1&0&0\\-2&1&-2\end{pmatrix}}.}
Alors « P diagonalise A », comme le montre un simple calcul :
{\displaystyle P^{-1}AP={\begin{pmatrix}0&1&0\\2&0&1\\1&-1&0\end{pmatrix}}{\begin{pmatrix}1&2&0\\0&3&0\\2&-4&2\end{pmatrix}}{\begin{pmatrix}1&0&1\\1&0&0\\-2&1&-2\end{pmatrix}}={\begin{pmatrix}3&0&0\\0&2&0\\0&0&1\end{pmatrix}}.}
On peut remarquer que les valeurs propres λk apparaissent sur la diagonale de la matrice dans le même ordre que celui dans lequel les colonnes propres ont été placées pour former P.

### Deuxième exemple
Soit {\displaystyle A={\begin{pmatrix}0&3&-1\\2&-1&1\\0&0&2\end{pmatrix}}\in M_{3}(\mathbb {R} )}
Le polynôme caractéristique est :
{\displaystyle \chi _{A}(T)=\operatorname {det} (TI_{3}-A)={\begin{vmatrix}T&-3&1\\-2&T+1&-1\\0&0&T-2\end{vmatrix}}=(T-2)^{2}(T+3)} (voir le calcul d'un déterminant)
Donc les valeurs propres sont : 
- 2 de multiplicité 2,
- –3 de multiplicité 1.

Calcul des sous-espaces propres
On calcule d'abord E2, ce qui revient à chercher les vecteurs {\displaystyle X={\begin{pmatrix}x_{1}\\x_{2}\\x_{3}\end{pmatrix}}} tels que : {\textstyle (A-2I_{3})X=0}
Or :
{\displaystyle (A-2I_{3})X=0\Leftrightarrow {\begin{pmatrix}-2&3&-1\\2&-3&1\\0&0&0\end{pmatrix}}{\begin{pmatrix}x_{1}\\x_{2}\\x_{3}\end{pmatrix}}=0\Leftrightarrow -2x_{1}+3x_{2}-x_{3}=0}
Donc {\displaystyle E_{2}=\operatorname {Vect} \left\{{\begin{pmatrix}3\\2\\0\end{pmatrix}},{\begin{pmatrix}1\\0\\-2\end{pmatrix}}\right\}}
On procède de même pour E–3 et l'on obtient :
{\displaystyle E_{-3}=\operatorname {Vect} \left\{{\begin{pmatrix}1\\-1\\0\end{pmatrix}}\right\}}
On a bien : {\displaystyle \operatorname {dim} (E_{2})=2\,} et {\displaystyle \operatorname {dim} (E_{-3})=1\,}, donc cette matrice est diagonalisable.
Une diagonalisation possible est :
{\displaystyle B=U^{-1}AU={\begin{pmatrix}2&0&0\\0&2&0\\0&0&{-3}\end{pmatrix}}}, avec {\displaystyle U={\begin{pmatrix}3&1&1\\2&0&-1\\0&-2&0\end{pmatrix}}.}

### Projecteur
Soit (en dimension quelconque) p un projecteur, c'est-à-dire un endomorphisme idempotent : p2 = p. Il est annulé par le polynôme X2 – X = (X – 1)X, qui est scindé et à racines simples. Il est donc diagonalisable, de valeurs propres 1 et 0. Les projecteurs sur les deux sous-espaces propres correspondants (supplémentaires l'un de l'autre) sont p et id – p. Si l'espace est normé (ou plus généralement si c'est un espace vectoriel topologique) et si p est continu, ces deux sous-espaces sont donc même supplémentaires topologiques.

### Symétrie
Toujours en dimension quelconque, soit s une symétrie, c'est-à-dire un endomorphisme involutif : s2 = id. Il est annulé par le polynôme X2 – 1 = (X – 1)(X + 1) qui est scindé, et à racines simples dès que le corps des scalaires est de caractéristique différente de 2. Il est donc dans ce cas diagonalisable, ses deux sous-espaces propres (pour les valeurs propres 1 et –1) étant d'ailleurs ceux (pour les valeurs propres 1 et 0) du projecteur p = (s + id)/2.
Par exemple sur l'espace ℒ(H) des opérateurs bornés sur un espace de Hilbert H sur K = ℝ ou ℂ, la symétrie qui à chaque opérateur associe son adjoint est toujours ℝ-linéaire, et diagonalisable en tant que telle : les opérateurs hermitiens et antihermitiens forment deux sous-espaces vectoriels réels supplémentaires (topologiques). (Lorsque H est de dimension finie n sur K, une écriture matricielle montre que leurs dimensions sont égales respectivement à n(n + 1)/2 et n(n – 1)/2 si H est euclidien, et toutes deux égales à n2 si H est hermitien.)

## Limites et généralité
Tous les endomorphismes ne sont pas diagonalisables. Cependant :
- le polynôme caractéristique d'un endomorphisme est scindé si et seulement si son polynôme minimal l'est, et sur un corps algébriquement clos comme ℂ, ils le sont toujours. Dans ce cas, la décomposition de Dunford assure que l'endomorphisme se décompose comme somme d'un endomorphisme diagonalisable et d'un nilpotent qui commutent, ce qui facilite le calcul de ses puissances et ses exponentielles ;
- dans l'ensemble des matrices carrées de taille fixée à coefficients complexes (qui sont toutes trigonalisables sur ℂ), l'ensemble des matrices diagonalisables est dense (pour la topologie usuelle)[1] ;
- dans l'ensemble des matrices carrées de taille fixée à coefficients réels trigonalisables sur ℝ (c'est-à-dire dont toutes les valeurs propres — a priori complexes — sont réelles), l'ensemble des matrices diagonalisables est dense[1].

## Diagonalisation simultanée
Si une famille {\displaystyle (u_{i})_{i\in I}} d'endomorphismes d'un espace E est simultanément diagonalisable, c'est-à-dire s'il existe une base de E propre pour tous les {\displaystyle u_{i}}, il est clair que les {\displaystyle u_{i}} commutent deux à deux.
On n'a qu'une réciproque partielle : si E est de dimension finie ou si {\displaystyle I} est fini, toute famille {\displaystyle (u_{i})_{i\in I}} d'endomorphismes diagonalisables de E qui commutent deux à deux est simultanément diagonalisable.